# Zethus luederwaldti
Zethus luederwaldti (лат.) — вид одиночных ос рода Zethus из семейства Vespidae (Eumeninae), обитающий в Южной Америке (Бразилия).

## Описание
Мелкие осы, длина около 1 см. Основная окраска чёрная с жёлтыми и оранжевыми отметинами. От близких видов отличается широко усечённой вершиной клипеуса (у Zethus chapadensis вершина клипеуса выемчатая и шиповатая), средняя голень самки с 2 шпорами (у Z. chapadensis с одной шпорой), переднеспинка с округлыми плечами (у Z. chapadensis с острыми), нотаули развиты (отсутствуют у Z. chapadensis). Усики 12-члениковые у самок и 13-члениковые у самцов.
Включён в состав подрода Zethoides, где входит в видовую группу Zethus olmecus. В группу включают несколько видов, в том числе Z. bolivari, Z. hermesi, Z. miniatus и Z. utingensis, Z. peruvicus, Z. pygmaeus, Z. thoracicus и Z. toltecus.